# Дмитриев, Дмитрий (футбольный судья)
Дмитрий Дмитриев (род. 7 сентября 1988, Фаниполь, Минская область) — белорусский футбольный судья.

## Биография
В 2007 году Дмитриев сыграл один матч за клуб «Ливадия» во второй лиге Белоруссии, но вскоре завершил игровую карьеру, чтобы сосредоточиться на судействе. В 2013 году он получил национальную категорию и 13 апреля дебютировал в высшей лиге в матче 3-го тура «Минск» — «Славия-Мозырь» (1:1), в котором показал пять жёлтых карточек. Всего в свой первый сезон провёл 6 матчей в высшей лиге.